# Starhemberg család

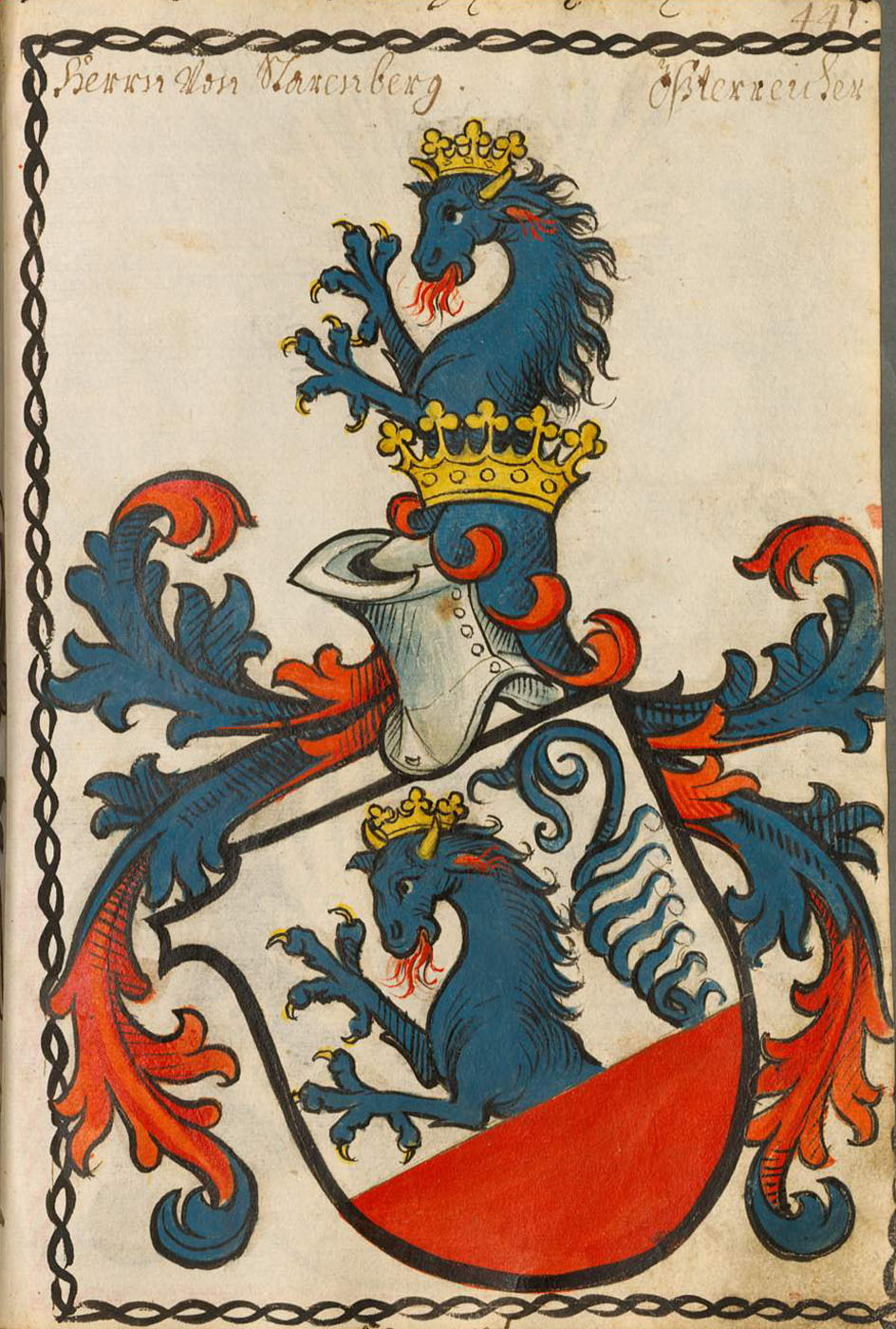
A Starhemberg család eredeti címere

A Starhemberg család régi nevezetes osztrák főnemesi család, mely magát a Welfek törzséből, Vinulftól származtatja, aki Alarik gót király korában élt. A család tagjai 1643-tól birodalmi grófi, 1765-től pedig birodalmi hercegi címet is viseltek, emellett többen közülük magyar honosítást is nyertek.

## A család grófi és hercegi ágának nevezetes tagjai
- IV. Eberhard salzburgi érsek (IV. Eberhard von Starhemberg, 1370–1429) Salzburg hercegérseke.
- Ernst Rüdiger von Starhemberg gróf (1638–1701) császári tábornagy, Bécs városparancsnoka az 1683-as török ostrom idején.
- Maximilian Lorenz von Starhemberg gróf (1640–1689) Ernst Rüdiger öccse, császári tábornagy, a pfalzi örökösödési háborúban, Mainz ostrománál esett el.
- Guido von Starhemberg gróf (1657–1737) Ernst Rüdiger unokaöccse, császári tábornagy, a törökellenes háborúk és a spanyol örökösödési háború hadvezére.
- Gundaker Thomas Starhemberg gróf (1663–1745) Ernst Rüdiger féltestvére, pénzügyi szakember, az Udvari Kamara elnöke, 1716-tól a Titkos Pénzügyi Konferencia elnöke.
- Maximilian Adam von Starhemberg gróf (1669–1741) császári tábornagy, a Rákóczi-felkelés ellen harcolt.
- Georg Adam von Starhemberg herceg (1724–1807) osztrák diplomata, császári miniszter, Mária Terézia főudvarmestere.
- Ernst Rüdiger von Starhemberg herceg (1899–1956) osztrák politikus, az ausztrofasizmus képviselője, Heimwehr-vezető, 1934–1936 között Ausztria alkancellárja.

## A család története
A 12. században három testvér közül Albertnak fia, Gundaker von Steyr Ausztriában az Enns vizén fölüli tartományban, a mai felső-ausztriai Haag am Hausruckban építtette Starchenberg (Starhemberg) várkastélyát, melyről a család a nevét vette. A Gundaker keresztnév ezután igen gyakori lett a családban. A 15. században Mátyás király korában az Ennsen túli tartomány kapitánya Starhemberg Kocsárd volt, akit Mátyás király 1488-ban arra kért meg, hogy fiának, Corvin Jánosnak nemsokára tartandó lakodalmára Bécsbe pisztrángokat küldjön. Az ősi várkastélyt 1579-ben Starhemberg Rüdiger eladta Albert osztrák hercegnek.
A 16. században Starhemberg Erasmus (1503–1560) tetemes birtokot hagyott hátra, feleségétől Anna von Schaunbergtől két fia született, Rüdiger és Henrik, a család két két ágának alapítói. Rüdigernek (1534–1582), aki báró kövendi Székely Ilonát vette feleségül, dédunokái által szintén két főágra oszlott a család, ahogy ez a családfán látható.
Starhemberg Henriknek (1540–1571) ágából származott Starhemberg Guidó (1657–1737), aki a spanyol örökösödési háborúban való részvétele előtt Magyarországon Belgrád védelme során, és a szalánkeméni csata parancsnokaként lett nevezetes. Starhemberg Guidó 1723-ban magyar honosítást nyert.
Magyarországon legelőször Starhemberg Henrik nyert indigenátust, azaz honosítást 1647-ben, utána János Richárd 1655-ben, majd pedig Tamás, Guidó, Konrád, Miksa, Gundemár és Ferencz József 1723-ban. A Henrik-féle ágból Starhemberg Károly Guidónak (1791–1844) első neje Berzeviczy Klélia, a második, kinek közbejött halála miatt csak kilenc napig élt, Paukovich Anna volt.
Gundaker Tamás az Udvari Kamara elnöke volt, királyi adományként kapta Nógrád megyében Nagyoroszit. Ágából Starhemberg Antal Ferenc felesége, gróf Tolvay Alojzia jogán kapta Somoskőt és Somosújfalut, valamint a köpösdi birtokot, bírva azokat 1847-ig.
A hercegi ágból Lajos, Starhemberg 2. hercegének lányát, Franciskát (1787–1864) gróf Zichy István vette feleségül.

## Családfa
A Nagy Iván által közölt, kiegészített családfa a következő:
- Starhemberg Erasmus (Rázmány) (1503–1560) ∞ gr. Anna von Schaunberg
  - Rüdiger (1534–1582) ∞ 1. kövendi Székely Ilona, 2. Ottilie von Limpurg-Speckfeld
    - Pál Jakab (1560–1635) ∞ 1. Sussana von Rappach, 2. b. Dorothea von Thannhausen
      - Konrád Boldizsár (1611/12–1687), 1643-tól birodalmi gróf ∞ 1. b. Anna Elisabeth von Zinzendorf und Pottendorf, 2. gr. Katharina Franziska Cavriani
        - Ernő Rüdiger (1637–1701) altábornagy, Bécs védője az 1683-as török ostromkor ∞ 1. gr. Helena Dorothea von Starhemberg, 2. gr. Maria Josepha Jörger zu Tollet
          - Mária Antónia (1692–1742) ∞ gr. Starhemberg Ferenc Wolfgang Antal (1691–1743)

        - Ferenc Ottokár (1662–1699) stockholmi követ, a hercegi ág őse ∞ gr. Maria Cäcilia Clara von Rindsmaul
        - Gundaker Tamás (1663–1745) miniszter, Magyarországon indigenátust nyert 1723-ban ∞ 1. gr. Maria Beatrix Franziska von Daun, 2. gr. Maria Josepha Jörger zu Tollet
          - Ferenc Wolfgang Antal (1691–1743) ∞ Starhemberg Mária Antónia
            - Ottó Gundaker (1720–1760) valóságos belső titkos tanácsos ∞ gr. Maria Aloisia Breunner von Asparn
              - Gundaker Ferenc Xavér (1747–1804) ∞ gr. Maria Wilhelmina von Neipperg
                - Antal Gundaker (1776–1842) ∞ 1. gr. Esterházy Júlia, 2. gr. Caroline von Kaunitz und Rietberg
                - Károly Gundaker (1777–1859) ∞ 1. gr. Maria von Colloredo-Wallsee, 2. b. luzsnai és regliczei Luzénszky Klára
                  - Kamilló Rüdiger (1804–1872) ∞ 1. Ns. Steinmetz Guidobaldine, 2. gr. Marie Leopoldine von Thürheim
                    - Kamilló (1835–1900) ∞ gr. Sophia von Sickingen zu Hohenburg

                - Mária Alojzia (1798–1815) ∞ Karátsonyi Lajos
                  - Karátsonyi Guido (1817–1885) országgyűlési képviselő ∞ Marczibányi Anna Mária

            - József Ferencz (1724–1774) altábornagy ∞ gr. Károlyi Éva
              - Antal Ferenc (1764–1803) ∞ gr. köpösdi Tolvay Alojzia
                - Antal Gundaker (1788–1853) kamarás, volt kapitány ∞ gr. Barbara Franziska Desfours-Walderode
                  - István (1817–1900) ∞ bajsai Vojnits Vilma
                  - Amália (1818–1905) ∞ Lucius von Cary-Tardeven

    - Lajos (1564–1620) ∞ 1. gr. Elisabeth Prueschink von Hardegg, 2. gr. Elisabeth von Schärffenberg, 3. gr. Barbara von Herberstein

  - Henrik (1540–1571) ∞ b. Maria Magdalena von Lamberg, ebből az ágból származott az 1723-ban magyar indigenátust nyert Starhemberg Guidó

## Címer
A család címere koronás párduc, első jobb lábával borostyánágat, a balban levágott tarfejet tartva, mely a szaporított és négy részre osztott címerpajzsban a középvért egy részét foglalja el. Starhemberg Ernő Rüdiger kapta azt a jogot a császártól Bécs hős védelme emlékére, hogy családjának címerébe beemelje a győzelemre utaló jelképeket: a bécsi Szent István székesegyház tornyának, a Stephansturmnak képét, egy levágott törökfejet és a császár nevének kezdőbetűjét. Mivel Starhemberg Ernő Rüdigernek csak leányai voltak és Mária Antónia nevű lányát féltestvérének, a magyar honosítást nyert Gundaker Tamásnak fia, Ferenc Wolfgang Antal (1691–1743) vette feleségül, így e címerrészt is ezen ág örökölte.

## A család nevezetes épületei

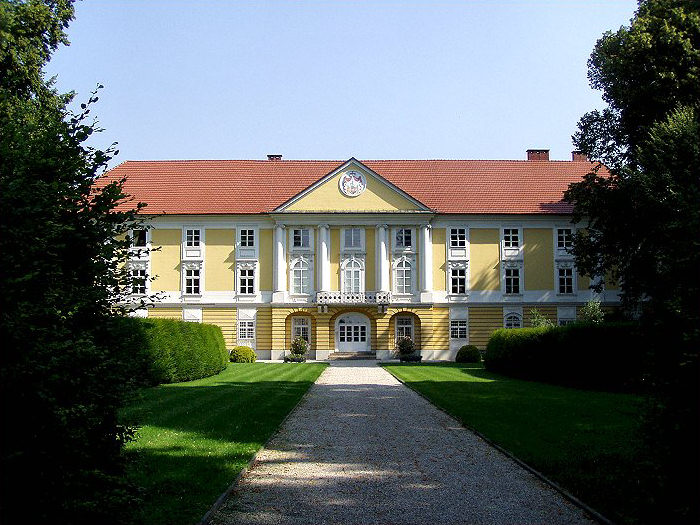
Starhemberg-kastély, Eferding

- Starhemberg-vár (Burg Starhemberg), Dreistetten (Piesting-völgy), Alsó-Ausztria.
- Starhemberg-kastély (Eferding) (Schloss Starhemberg), Eferding, Felső-Ausztria.
- Starhemberg-kastély (Haag) (Schloss Starhemberg), Haag am Hausruck, Felső-Ausztria.
- Starhemberg-palota (Palais Starhemberg), Bécs, 1. kerület, Minoritenplatz.
- Starhemberg-palota (Palais Starhemberg), Bécs, 1. kerület, Dorotheergasse.
- Starhemberg-Schönburg palota (Palais Starhemberg-Schönburg), Bécs, 4. kerület, Rainergasse 11.